# Djamel Benlamri
Djamel Eddine Benlamri (en árabe: جمال الدين بن العمري‎; Argel, 25 de diciembre de 1989) es un futbolista argelino que juega en la demarcación de defensa para el ES Mostaganem del Championnat National de Première Division.

## Selección nacional
Tras jugar con la selección de fútbol sub-23 de Argelia, finalmente hizo su debut con la selección absoluta el 17 de noviembre de 2018 en un partido de clasificación para la Copa Africana de Naciones de 2019 contra Togo que finalizó con un resultado de 1-4 a favor del combinado argelino tras los goles de Youcef Atal, Baghdad Bounedjah y un doblete de Riyad Mahrez para Argelia, y de Kodjo Fo-Doh Laba para Togo.

## Clubes
| Club              | País                   | Año       | Partidos | Goles |
| ----------------- | ---------------------- | --------- | -------- | ----- |
| NA Hussein Dey    | Argelia                | 2009-2012 | 56       | 1     |
| JS Kabylie        | Argelia                | 2012-2015 | 90       | 2     |
| ES Sétif          | Argelia                | 2015-2016 | 24       | 0     |
| Al-Shabab Club    | Arabia Saudita         | 2016-2020 | 77       | 2     |
| Olympique de Lyon | Francia                | 2020-2021 | 8        | 1     |
| Qatar S. C.       | Catar                  | 2021-2022 | 19       | 3     |
| Khaleej Club      | Arabia Saudita         | 2022-2023 | 9        | 0     |
| Wydad Casablanca  | Marruecos              | 2023      | 0        | 0     |
| Al-Wasl F. C.     | Emiratos Árabes Unidos | 2023      | 12       | 0     |
| MC Alger          | Argelia                | 2023-2024 | 25       | 0     |
| Al-Shorta S. C.   | Irak                   | 2024      |          |       |
| ES Mostaganem     | Argelia                | 2025-     |          |       |

## Palmarés

### Títulos nacionales
| Título                                    | Club     | País    | Año  |
| ----------------------------------------- | -------- | ------- | ---- |
| Supercopa de Argelia                      | ES Sétif | Argelia | 2015 |
| Championnat National de Première Division | MC Alger | Argelia | 2024 |

### Títulos internacionales
| Título                    | Club (*)             | País   | Año  |
| ------------------------- | -------------------- | ------ | ---- |
| Copa Africana de Naciones | Selección de Argelia | Egipto | 2019 |
| Copa Árabe de la FIFA     | Selección de Argelia | Catar  | 2021 |

(*) Incluyendo la selección.